# Solco olfattivo
La circonvoluzione orbitale mediale presenta un marcato solco, il solco olfattivo.

## Galleria d'immagini

Vista di base del cervello umano
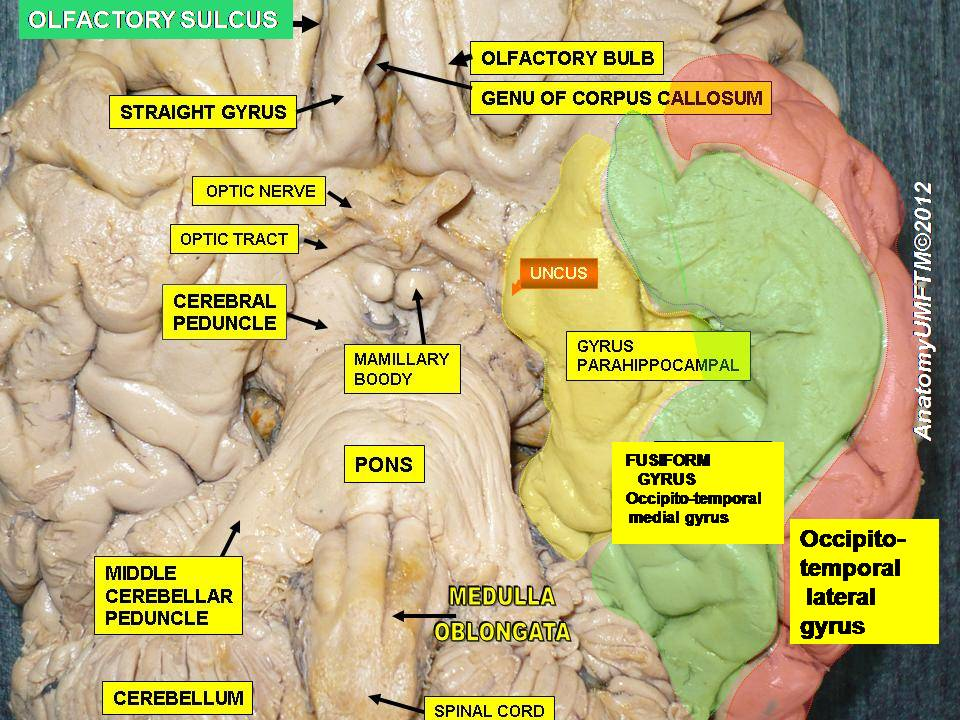
Il solco olfattivo
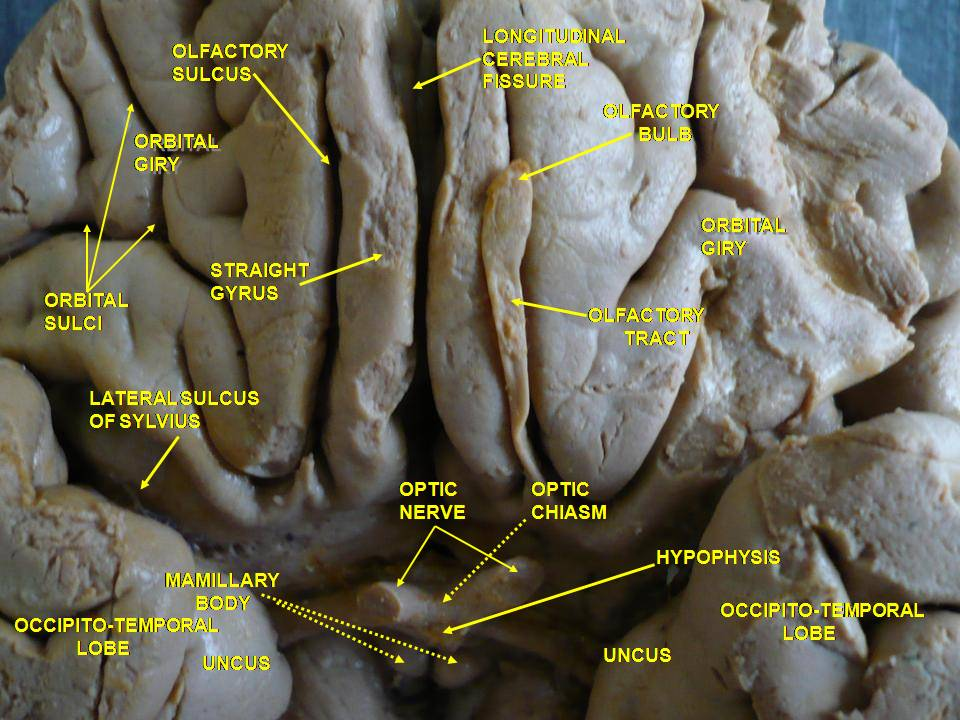
Nervi ottici ed olfattivi visti dal basso.
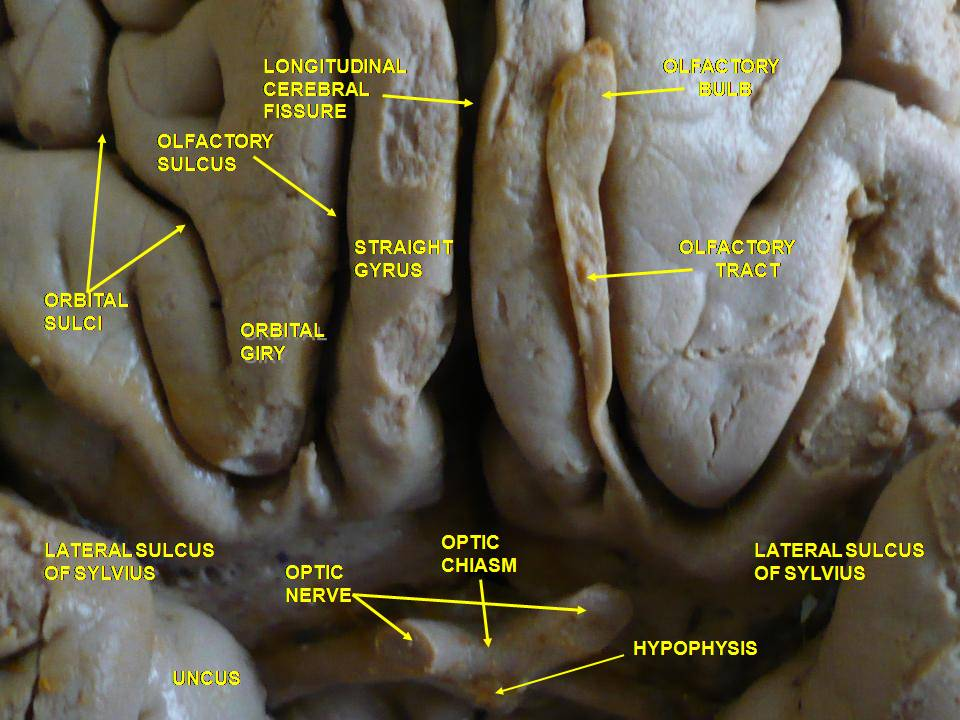
Vista dal basso.
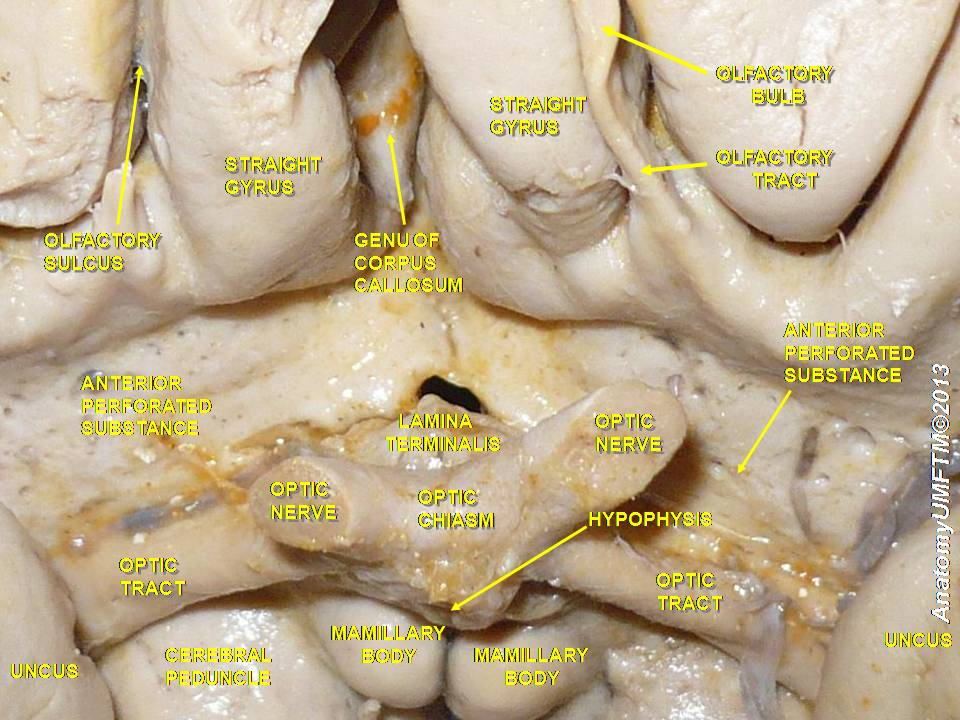
Vista dal basso.